# Coleophora paragiraudi
Coleophora paragiraudi é uma espécie de mariposa do gênero Coleophora pertencente à família Coleophoridae.